# Manuel Manzo
Manuel Manzo Ortega (Ciudad de México; 10 de febrero de 1952) es un exfutbolista mexicano que jugó de mediocampista.

## Trayectoria
Debutó en 1974 a los 16 años en Primera División con los Toros del Atlético Español, en donde mostró la calidad, don de mando, inteligencia y clase para comandar la media cancha de los bureles. Pero en 1977 posterior a una situación de índole disciplinario (se había dejado crecer la barba y el bigote) situación que no le pareció a la directiva del equipo, fue suspendido y finalmente, durante un programa de televisión, patrocinado por una compañía de navajas para afeitar, se quitó las barbas. Esto fue una afrenta para los directivos y fue suspendido un buen tiempo, siendo enviado a entrenar con las reservas del equipo como sanción disciplinaria y quedando posteriormente libre, siendo fichado por las Chivas Rayadas del Guadalajara en donde jugó una temporada, siendo rescindido por sus problemas de alcoholismo que por poco le cuesta la vida cuando en estado de ebriedad, cayo a una alberca, siendo rescatado. Pasó a los Pumas de la UNAM de 1980 a 1983 en donde saldría campeón en la temporada 1980-81. Posteriormente se fue a Monterrey para jugar con los Tigres de la UANL por una temporada. Regresó a jugar al centro del país con los Coyotes de Neza, también por una temporada y finalmente en la temporada 1986-87 con los Potros de Hierro del Atlante se retiraría del futbol profesional a los 30 años, derivados por los problemas de adicción al alcohol que hicieron que sus facultades físicas empezaran a disminuir.
Jugó 235 partidos, acumulando 16,462 minutos jugados y 61 goles anotados, durante su actividad profesional en la Primera División.

## Carrera internacional
Formó parte de la Selección Mexicana de Fútbol que participó en los Juegos Olímpicos de 1972 en Múnich, Alemania Federal, siendo compañero de José Luis Trejo, Juan Manuel Álvarez, Jesus Rico, por mencionar algunos. 
En la Selección Mayor en 1974 fue llamado y se enfrentaron con la Selección de Brasil en 1974 en el legendario Estadio Maracaná, terminando con empate 1-1, donde anotó el gol del empate. Este resultado originó una serie de críticas para la verde/amarilla que se preparaba para la Copa del Mundo de Alemania 74, donde los periodistas mencionaron que como un equipo que había sido eliminado para el Mundial Alemán, había exhibido las carencias de la Selección Carioca.

### Participaciones en Juegos Olímpicos
| Torneo                   | Sede   | Resultado    |
| ------------------------ | ------ | ------------ |
| Juegos Olímpicos de 1972 | Múnich | Segunda fase |

## Clubes
| Club                 | País           | Año       |
| -------------------- | -------------- | --------- |
| León                 | México         | 1970-1972 |
| Atlético Español     | México         | 1972-1975 |
| Guadalajara          | México         | 1975-1977 |
| Universidad Nacional | México         | 1977-1978 |
| Atlético Español     | México         | 1978-1979 |
| Houston Hurricane    | Estados Unidos | 1979      |
| Guadalajara          | México         | 1979-1980 |
| Universidad Nacional | México         | 1980-1983 |
| Tigres de la UANL    | México         | 1983-1984 |
| Coyotes Neza         | México         | 1984-1985 |
| Atlante              | México         | 1986-1987 |